# Hristo Yovov
Hristo Yovov (*Svoge, Bulgaria, 4 de noviembre de 1977), futbolista búlgaro. Juega de delantero y su primer equipo fue Levski Sofia.

## Selección nacional
Ha sido internacional con la Selección de fútbol de Bulgaria, ha jugado 8 partidos internacionales y ha anotado 1 goles.

## Clubes
| Club             | País     | Año       |
| ---------------- | -------- | --------- |
| Levski Sofia     | Bulgaria | 1995-1997 |
| 1860 Múnich      | Alemania | 1998-1999 |
| Lokomotiv Sofia  | Bulgaria | 1999      |
| PFC Litex Lovech | Bulgaria | 1999-2003 |
| Liaoning FC      | China    | 2003      |
| PFC Litex Lovech | Bulgaria | 2003-2004 |
| Levski Sofia     | Bulgaria | 2004-2007 |
| Aris Limassol    | Chipre   | 2008      |
| Apollon Limassol | Chipre   | 2008-2009 |
| Levski Sofia     | Bulgaria | 2009-     |